# Dominique Bussereau
Pour les articles homonymes, voir Bussereau.
 (janvier 2022).
Si vous disposez d'ouvrages ou d'articles de référence ou si vous connaissez des sites web de qualité traitant du thème abordé ici, merci de compléter l'article en donnant les références utiles à sa vérifiabilité et en les liant à la section « Notes et références ».
Dominique Bussereau, né le 13 juillet 1952 à Tours (France), est un homme politique français. Il est président du conseil départemental de la Charente-Maritime de 2008 à 2021 et président de l'Assemblée des départements de France de 2015 à 2021.
Secrétaire d'État et ministre à plusieurs reprises et sans interruption entre 2002 et 2010, il a été député de la quatrième circonscription de la Charente-Maritime entre 1993 et 2002 puis entre 2010 et 2017.

## Biographie

### Études et vie personnelle
Fils de cheminot, Dominique Bussereau est diplômé de l'Institut d'études politiques de Paris (1973, section service public). 
Il est très jeune engagé en politique, au sein des Jeunes Giscardiens. Il en sera le président entre 1974 et 1977.
Marié et père de deux enfants, il est passionné des bandes dessinées d'Hergé. Il fonde à l'Assemblée nationale l'amicale des députés « tintinophiles ».

### Carrière professionnelle
À sa sortie de Sciences Po, il entame sa carrière politique dans les cabinets ministériels de droite. Il est d'abord chargé de mission au cabinet de Michel Poniatowski, ministre d'État, ministre de l'Intérieur (1976-1977) puis chargé de mission au cabinet de Christian Bonnet, ministre de l'Intérieur (1977-1978), avant de devenir conseiller technique au cabinet de Jean-Pierre Soisson, ministre de la Jeunesse, des Sports et des Loisirs (1978-1979). Il devient ensuite secrétaire général de l'Office franco-québécois pour la jeunesse de 1979 à 1982. En 1981, il est directeur adjoint du cabinet de Valéry Giscard d'Estaing, lors de sa campagne de réélection à la présidence de la République, qui sera un échec.
L'alternance politique venue, avec l'élection de François Mitterrand à la Président de la République française, Dominique Bussereau quitte le monde des cabinets pour le secteur privé, d'abord au sein de la direction commerciale de la SNCF entre 1982 et 1983, avant de devenir directeur des relations extérieures de l'ESCP Europe jusque 1986, puis conseiller en entreprises jusque 1993.
Son élection comme député en 1993 marque le début de son engagement à plein temps en politique.
En 2012, par l'intermédiaire de Jacques Saadé, il entre au conseil d'administration de CGM, 3e compagnie maritime au monde. Ayant été ministre des Transports jusqu'en 2010, ce qui pose la question d'un possible conflit d'intérêts, il indique avoir consulté Jean Gicquel, déontologue de l'Assemblée nationale, et de son successeur Frédéric Cuvillier, qui lui donnent tous deux un avis favorable. Il perçoit entre 10 000 et 15 000 euros de jetons de présence par an de 2012 à 2018. En 2018, il est nommé censeur du conseil d'administration, mission pour laquelle il est rémunéré à hauteur de 30 095 euros en 2018 et 23 000 euros pour les premiers mois de 2019.
En novembre 2018, il rejoint le cabinet de conseil en stratégie Roland Berger comme senior advisor, notamment dans les secteurs du service public, de l'aménagement du territoire et du transport. Étant dans le même temps président du conseil départemental de la Charente-Maritime, il indique avoir signé une charte qui l'oblige à se déporter des questions ayant trait au département. Pour les neuf premiers mois de 2019, il a perçu 48 362 euros du cabinet Roland Berger via sa société Charbus Conseil, outre ses jetons de présence.

### Carrière politique
De 1983 à 1989, Dominique Bussereau est adjoint au maire de Royan (Charente-Maritime). De 1985 à 2015, il est conseiller général UDF, DL puis UMP pour le canton de Royan-Est (Charente-Maritime). Il est élu maire de Saint-Georges-de-Didonne en 1989 (premier adjoint au maire, lorsqu'il devient secrétaire d'État en 2002).
Dominique Bussereau est président de Génération sociale et libérale, le mouvement des jeunes giscardiens, dont il conduit la délégation en Chine populaire en juillet 1976 (première délégation de jeunes non communistes reçus officiellement par le gouvernement maoïste).
Il est aussi conseiller régional de Poitou-Charentes, élu de la Charente-Maritime de 1992 à 1993 et de mars à avril 2004. Il a été président du Centre de gestion de la fonction publique territoriale de la Charente-Maritime de 2000 à 2008.
Il est élu député d'abord UDF puis DL puis UMP de la 4e circonscription de la Charente-Maritime (élu en 1986, 1993, 1997, 2002 et 2007).
En mai 2002, il est nommé secrétaire d'État aux Transports, et, en juin 2002, secrétaire d'État aux Transports et à la Mer, auprès du ministre de l'Équipement, des Transports, du Logement, du Tourisme et de la Mer. Il sera ministre sans discontinuité jusque 2010.

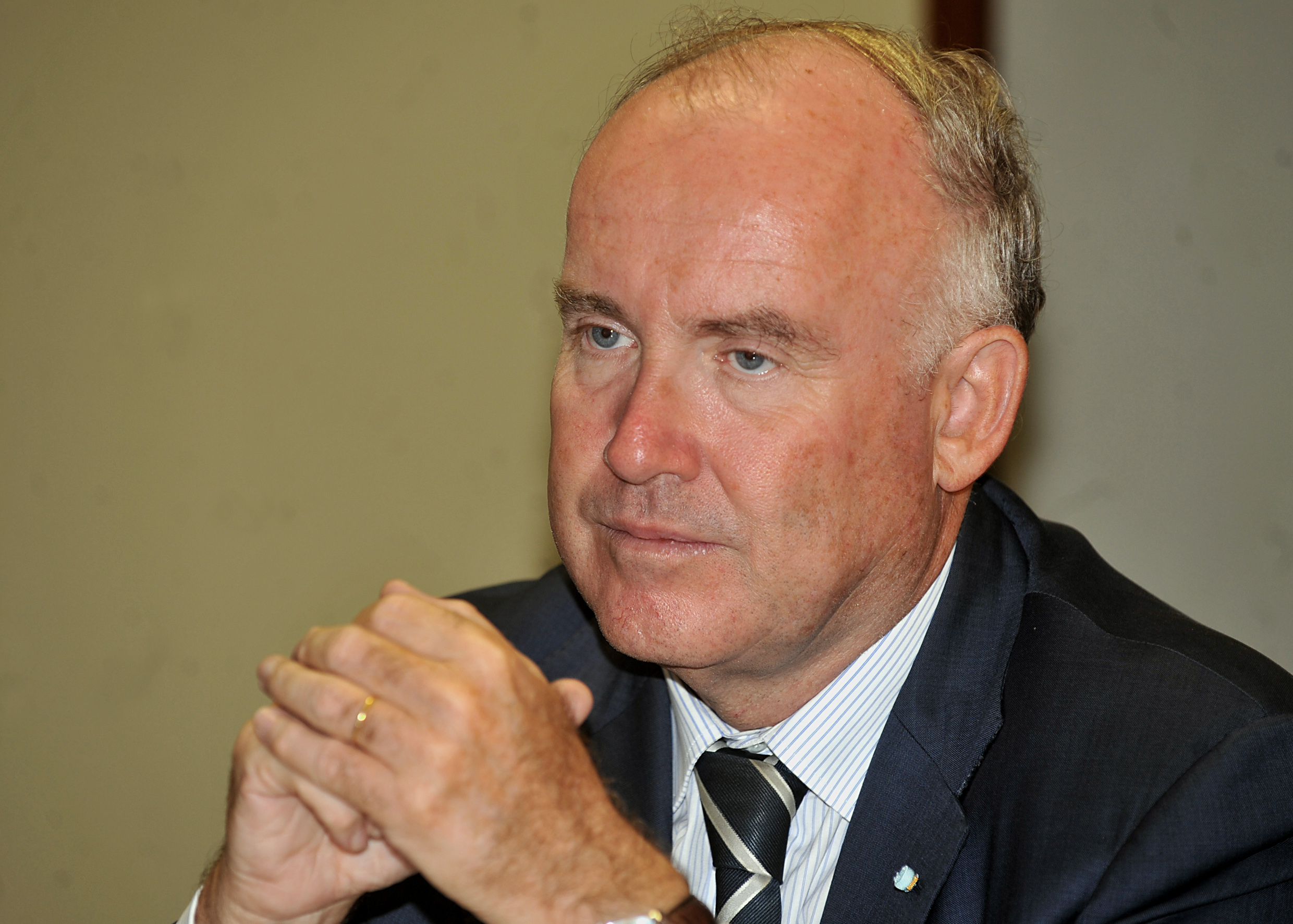
Dominique Bussereau, en 2009.

En effet, il devient ensuite secrétaire d'État au Budget et à la réforme budgétaire en mars 2004. En novembre 2004, Dominique Bussereau est nommé ministre de l’Agriculture, de l’Alimentation, de la Pêche et de la Ruralité.
En 2007, il est nommé, dans le gouvernement François Fillon I, secrétaire d'État chargé des Transports (reconduit dans le gouvernement François Fillon II, le 19 juin 2007).
Dominique Bussereau est président du Conseil départemental de la Charente-Maritime, depuis le 20 mars 2008.
Il conduit la liste UMP en Poitou-Charentes, à l'occasion des élections régionales de 2010 comme tête de liste en Charente-Maritime, aux côtés d'Olivier Chartier pour la Vienne, Xavier Argenton pour les Deux-Sèvres et Henri de Richemont pour la Charente. Le 21 mars 2010, la liste qu'il conduit recueille 39,39 % des voix au second tour, devancée par celle de la présidente sortante, Ségolène Royal. Dominique Bussereau démissionne de son mandat de conseiller régional le 1er septembre 2010.
En mars 2015, il est élu conseiller départemental du canton de Royan en tandem avec Marie-Pierre Quentin. Ils ont pour suppléants Christian Bégot et Véronique Pugens.
Le 13 mai 2015, il est élu à la tête de l'Assemblée des départements de France. Il fait alors preuve d'un soutien mesuré et souvent critique à l'égard d'Emmanuel Macron.
Le 14 mars 2025, il est nommé à la présidence de la conférence de financement des mobilités par François Bayrou .

#### Positionnement politique
Secrétaire général adjoint du Parti républicain en 1986, il participe tout naturellement à la création de Démocratie libérale, qui intègre l'UMP en 2002, dont il devient alors le trésorier.
En janvier 2013, à la suite de l’accord entre Jean-François Copé et François Fillon qui a suivi la crise politique du congrès de novembre 2012, il est nommé avec la copéiste Nadine Morano délégué général chargé des élections.
Il fait partie des plus centristes de l'UMP puis des Républicains. Il soutient Alain Juppé pour la primaire présidentielle des Républicains de 2016, avant de retirer son soutien au candidat LR François Fillon à l'élection présidentielle, le 3 mars 2017. Regrettant la droitisation des Républicains, il se met « en congé » du parti en 2018, regrettant que les propos tenus par certains de ses porte-parole « pourraient être ceux du FN ». Le 17 février 2018, il annonce son rattachement à Libres !, le mouvement de Valérie Pécresse, en tant que conseiller spécial. Le 20 février 2018, il annonce qu'il démissionne définitivement des Républicains, à la suite de la polémique des enregistrements touchant Laurent Wauquiez qui refuse de s'excuser.

### Détail des mandats et fonctions

#### Fonctions ministérielles
- Secrétaire d'État aux Transports, du 18 mai 2007 au 13 novembre 2010 (gouvernements François Fillon I et II)
- Ministre de l'Agriculture, de l'Alimentation, de la Pêche et de la Ruralité, du 29 novembre 2004 au 18 mai 2007 (gouvernement Jean-Pierre Raffarin III et Dominique de Villepin)
- Secrétaire d'État au Budget et à la Réforme budgétaire, du 31 mars 2004 au 29 novembre 2004 (gouvernement Jean-Pierre Raffarin III)
- Secrétaire d'État aux Transports et à la Mer, du 17 juin 2002 au 30 mars 2004 (gouvernement Jean-Pierre Raffarin II)
- Secrétaire d'État aux Transports, du 7 mai 2002 au 17 juin 2002 (gouvernement Jean-Pierre Raffarin I)

#### Mandats parlementaires
- Député de la 4e circonscription de la Charente-Maritime, du 2 avril 1993 au 7 juin 2002 et du 14 décembre 2010 au 18 juin 2017.
- Député de la Charente-Maritime (scrutin proportionnel plurinominal), de 1986 à 1988.

#### Mandats locaux
- Président du conseil départemental de la Charente-Maritime, du 20 mars 2008 au 1er juillet 2021.
- Conseiller départemental du canton de Royan-Est puis du canton de Royan, de 1985 à 2021.
- Maire de Saint-Georges-de-Didonne, de 1989 à 2002.
- Conseiller régional de Poitou-Charentes en 1986, de 1992 à 1993, en 2004 et du 28 mars 2010 au 1er septembre 2010.

#### Fonctions politiques
- Membre du bureau national des jeunes républicains indépendants (1973-1974)
- Président de Génération sociale et libérale (GSL), mouvement des jeunes giscardiens (1974-1977)
- Secrétaire du bureau politique du Parti républicain (1977-1986)
- Chargé de mission à la fédération nationale du Parti républicain (1983-1984)
- Secrétaire du bureau politique du Parti républicain (1977-1986)
- Secrétaire national du Parti républicain chargé des transports (1993)
- Coordinateur des députés PPDF à l'Assemblée nationale
- Secrétaire national du PPDF (1995)
- Secrétaire général adjoint de Démocratie libérale (1998-2000)
- Trésorier de l'UMP, Union pour la majorité présidentielle (jusqu'en 2002)
- Tête de liste de la Majorité présidentielle en Charente-Maritime et régional, pour les élections régionales en Poitou-Charentes (2010)

## Distinctions
- Chevalier de la Légion d'honneur (par décret du 30 décembre 2017)[18]
- Commandeur de l'ordre du Mérite agricole ex officio, en tant que ministre de l'Agriculture, président du conseil (2004)[19]
- Commandeur de l'ordre du Mérite maritime ex officio, en tant que ministre chargé des affaires maritimes[20]